# Route nationale 464
Pour les articles homonymes, voir Route 464.
La route nationale française 464 ou RN 464 était une route nationale française se détachant de la RN 67 (actuelle RN 57) à Morre (à la sortie de Besançon) et se terminant à la frontière suisse vers Fournet-Blancheroche (au lieu-dit Biaufond), en direction de La Chaux-de-Fonds. Il s'agissait en fait de l'ancien Gc10 de Besançon à La Chaux-de-Fonds qui fut nationalisé dans les années 1930.
À la suite de la réforme de 1972, la RN 464 a été déclassée en RD 464.
Voir le tracé de la RN 464 sur Google Maps

## Ancien tracé
- Morre (km 0)
- Nancray (km 9)
- Bouclans (km 13)
- Aïssey (km 20)
- Vaudrivillers (km 28)
- Lanans (km 31)
- Servin (km 33)
- Vellevans (km 36)
- Randevillers (km 38)
- Sancey-le-Grand (km 43)
- Sancey-le-Long (km 46)
- Belleherbe (km 53)
- Cour-Saint-Maurice (km 57)
- Maîche (km 68)
- Charquemont (km 74)
- Frontière suisse, au lieu-dit Biaufond (km 87)

Le tracé de la D 464 entre Charquemont et la frontière, passant par Fournet-Blancheroche, n'est pas d'origine, puisque le tracé original (qui a été renommé D 10e, ce qui montre une fois de plus que cette N464 n'était rien d'autre que l'ancien Gc10 du Doubs) passait par les lieux-dits La Combe Saint-Pierre et La Cendrée, et non par le village de Fournet.

## Sites visitables à proximité de la route
- Le Musée des Maisons comtoises
- La Grotte de la Glacière
- Le château de Belvoir
- Les Échelles de la Mort